# Goeldia luteipes
Espèce
Synonymes
- Titanoeca luteipes Keyserling, 1891
- Calleva paupercula Simon, 1892
- Amaurobius cothurnatus Mello-Leitão, 1943
- Amaurobius thoracicus Mello-Leitão, 1945

Goeldia luteipes est une espèce d'araignées aranéomorphes de la famille des Titanoecidae.

## Distribution
Cette espèce se rencontre au Brésil, en Uruguay, en Argentine, en Bolivie et au Venezuela.

## Description
Le mâle holotype mesure 6,4 mm et la femelle paratype 7,4 mm.
Le mâle décrit par Almeida-Silva et Brescovit en 2024 mesure 5,64 mm et la femelle 5,25 mm, les mâles mesurent de 5,20 à 6,63 mm et les femelles de 4,10 à 5,95 mm.

## Systématique et taxinomie
Cette espèce a été décrite sous le protonyme Titanoeca luteipes par Keyserling en 1891. Elle est placée  dans le genre Auximus par Petrunkevitch en 1911 puis dans le genre Goeldia par Lehtinen en 1967.
Amaurobius cothurnatus a été placée en synonymie par Lehtinen en 1967.
Calleva paupercula et Amaurobius thoracicus ont été placées en synonymie par Almeida-Silva et Brescovit en 2024.

## Publication originale
- Keyserling, 1891 : Die Spinnen Amerikas. Brasilianische Spinnen. Nürnberg, vol. 3, p. 1-278 (texte intégral).